# Monti Ailao
I monti Ailao (cinese: 哀牢山; pinyin: Āiláoshān; hani: Hhaqlol haolgaoq) sono una catena montuosa della provincia dello Yunnan (Cina sud-occidentale). Costituiscono lo spartiacque tra i fiumi Yuan (元江; il fiume Rosso) e Amo (阿墨江), nonché la linea di confine tra l'altopiano dello Yunnan e i monti Hengduan.
Nella regione è stata istituita, nel 1986, la riserva naturale dei monti Ailao (in cinese: 哀牢山自然保护区, Ailao Shan ziran baohuqu).